# Säynätsalo (ort)
Säynätsalo är en ort i Finland.   Den ligger i den ekonomiska regionen  Jyväskylä ekonomiska region  och landskapet Mellersta Finland, i den södra delen av landet, 220 km norr om huvudstaden Helsingfors. Säynätsalo ligger 75 meter över havet och antalet invånare är 3 322.
Terrängen runt Säynätsalo är huvudsakligen platt. Säynätsalo ligger nere i en dal. Runt Säynätsalo är det mycket glesbefolkat, med 5 invånare per kvadratkilometer. Närmaste större samhälle är Jyväskylä, 11,5 km norr om Säynätsalo. I omgivningarna runt Säynätsalo växer i huvudsak blandskog.